# Ројал Пам Естејтс (Флорида)
Ројал Пам Естејтс (енгл. Royal Palm Estates) насељено је место без административног статуса у америчкој савезној држави Флорида.

## Демографија
По попису из 2010. године број становника је 3.025, што је 558 (-15,6%) становника мање него 2000. године.
| Група             | 2000.         | 2010.         |
| Белци             | 1.695 (47,3%) | 791 (26,1%)   |
| Афроамериканци    | 547 (15,3%)   | 763 (25,2%)   |
| Азијати           | 46 (1,3%)     | 28 (0,9%)     |
| Хиспаноамериканци | 1.221 (34,1%) | 1.445 (47,8%) |
| Укупно            | 3.583         | 3.025         |